# 2007-es libanoni konfliktus
A 2007-es libanoni konfliktus egy a Fatah al-Iszlám palesztin fegyveres csoport és a Libanoni Fegyveres Erők között lezajlott fegyveres összecsapás-sorozat volt, amely 2007. május 20-án a Tripoli melletti Nahr al-Bared ENSZ-menekülttáborban tört ki. Az 1975 és 1990 között lezajlott libanoni polgárháború óta ez volt a legvéresebb belső fegyveres összecsapás az országban. A konfliktus főként a menekülttábor ostroma körül zajlott, továbbá kisebb összecsapások zajlottak a dél-libanoni Ain al-Hilweh-i menekülttáborban is, de pokolgépes merényletek rázták meg a fővárost, Bejrútot is. A harcok szeptember elejéig folytatódtak, mikor is 7-én a libanoni hadsereg bejelentette a győzelmet.
A válság később tovább gyűrűzött, 2007 novemberétől Libanonnak nincs törvényesen megválasztott köztársasági elnöke.

## Háttér
Libanon több mint 350 000 palesztin menekültnek nyújt menedéket, közülük közel 215 000 fő él ENSZ-menekülttáborokban. Ezeket a menekülttáborokat az ENSZ közgyűlés hozta létre 1949-ben, mikor az első arab–izraeli háború következtében elvesztették palesztinai otthonaikat és megélhetésüket. 1962-ben a palesztinok még mindig külföldinek számítottak Libanonban, nem tudhatták, meddig kell még ott tartózkodniuk. 2005-re több mint 70-féle, csak a részükre fenntartott munkahelyet teremtettek, melyből legalább ötvenben törvényesen dolgozhattak. Azonban a polgárháború sújtotta Libanon kormányhivatalai és a libanoniak általánosságban nem fogadták be a „jövevényeket”, hiszen aktívan részt vettek az izraeli beavatkozást is kierőszakoló véres időszakokban. Ezek a szegregált palesztinok gyakorlatilag ritkán érintkeztek, érintkeznek a táborlakókon kívül másokkal. A fiatalok hiányos műveltsége és aluliskolázottsága, valamint a palesztin menekült családok folyamatos jövedelem-problémái miatt a fiatalok – más lehetőség nem lévén – a síita és szunnita szélsőségesek, illetve a szomszédos Szíria félkatonai szervezeteihez (pl. a síita Hezbollah) csapódnak, köreikben magas a bűnözési arány. Az 1969-es arabközi megállapodást – mely szerint a palesztin menekülttáborok szuverén területek – ugyan az 1980-as évek közepén a Libanoni Parlament megszüntette, de azt később vonakodva mégis újra életbe léptették. 2007-ben körülbelül 30 000 palesztin lakott a táborban.
2006 november közepétől politikai válság alakult ki azzal, hogy hat Szíria-barát ellenzéki politikus lemondott miniszteri posztjáról. A libanoni ellenzék szerint a Fuád Szinjóra vezette – keresztények egy részét és a szunnita muzulmán irányzatot képviselő – kormány ezzel elvesztette legitimitását és 2006. december 1-jétől tüntetéseket szerveztek Bejrútban Szinjóra kormányának lemondásra kényszerítése és az előrehozott választások kicsikarása érdekében. 2007. január 23-ára egy általános sztrájk és tüntetés indult a síita ellenzéki Hezbollah vezetője, Haszan Naszrallah sejk és több más ellenzéki politikus kezdeményezésére – köztük a keresztény Michel Aun tábornok, valamint a Hezbollah mellett az Amal síita muzulmán szervezet –, melynek célja a tüntetés segítése és a figyelemfelhívás volt. A libanoni rendőrség, majd a hadsereg is megkezdte a tüntetések felszámolását, melyek során többször fegyveres tűzharcok alakultak ki. A tüntetések szinte teljesen lebénították Bejrútot és Libanon nagy részét (a keddi repülőjáratokat törölték). Január 24-ére a szervezők beszüntették a tüntetést – mondván az elérte célját – és ezen a napon kezdődött el Párizsban egy Libanont megsegítő tervezet tárgyalása is. A 23-ai fegyveres összecsapásokban 3 ember meghalt és több mint 130 megsebesült.
A Nahr al-Bared-i tábort 2007 februárjától fokozott felügyelet alatt tartották, mivel ebben az időben két buszba rejtett bomba robbant egy többségében keresztények lakta faluban, Ain Alak-ban (Bikfaya mellett), a merényletet elkövetők a táborból származtak.

### Fatah al-Iszlám
Fő szócikk: Fatah al-Iszlám
Az iszlámista Fatah al-Islam csoportnak elképzelhető, hogy van kapcsolata az al-Káidával, valamint – libanoni kormánytisztviselők úgy gondolják – a szíriai hírszerzéssel is, amely megpróbálja aláásni az ország erőfeszítéseit, mellyel egy nemzetközi bíróságot kíván létrehozni. Ennek feladata Rafik al-Hariri gyilkosainak a felkutatása.

## A harc

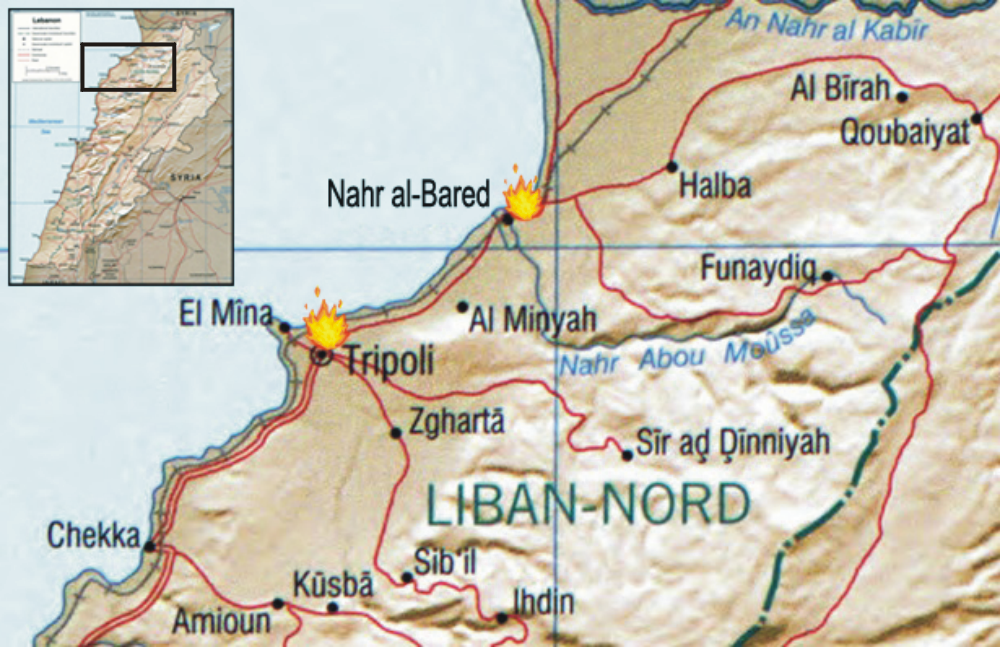
A konfliktus 2007 májusi helyszínei.

### A harc kezdete: Május 20.: Tripoli és Nahr al-Bared
A tűzharc vasárnap kora hajnalban kezdődött, miután egy rendőr rajtaütött egy házon, ahol a Fatah al-Islam tagjai rejtőzködtek. A fegyveres csoport azonnal tüzet nyitott a libanoni biztonsági erőkre, akik viszonozták a tüzet. Ennek a hírére a palesztin menekülttábor környékén összecsapások alakultak ki. A férfiakat letartóztatták, s a környező utcákon zavargások törtek ki. A hadsereg és a rendőrség folytatták a razziákat, miután értesülést szereztek arról, hogy vasárnap a Fatah al-Islam tagjai megpróbáltak kirabolni egy bankot, „és néhány biztonsági erőd fölött átvették a hatalmat”. Ez utóbbit Ahmed Fatfat, Fouad Siniora kormányának fiatalokért és sportért felelős minisztere jelentette be. Ezután a fegyveresek megtámadtak egy katonai állást a tábor kerítésénél, és több járművet elloptak. A libanoni hadsereg tankokat küldött utánuk, amelyek tűz alá vették a szervezet pozícióit. Ezen a napon legalább 27 libanoni katona és határozatlan számú civil halt meg a harcokban.

### Május 21. Nahr al-Bared ostroma
2007. május 21-én egy rövid ideig tartó tűzszünet után a harcok ismét megújultak. Erre a szünetre azért volt szükség, hogy a halottakat és a sebesülteket elvigyék a mentőalakulatok a táborból. A NewV libanoni hírcsatorna értesülései szerint a Fatah al-Islam fegyveresei a mentőkre lőttek mikor azok beléptek a táborba, illetve amikor elhagyták. A Libanoni Fegyveres Erők elkezdték lőni a tábort, amit teljes egészében iszlám fegyveres erődnek gondoltak. Sok civil megsebesült.
Az ENSZ Segélyezési és Munkaügyi Ügynökségének dolgozói azt mondták, hogy ENSZ-küldöttek is voltak a sebesültek között. A segélyszervezetek nem tudtak megfelelő orvosi ellátást biztosítani a sebesültek részére és nem tudták megbecsülni az áldozatok számát sem. A szervezetek javasolták, hogy kössenek tűzszünetet, hogy a menekülttábor ellátásához szükséges ételt és gyógyszereket tudjanak bevinni a táborba.

### Tűzszünet
A Reuters értesülései szerint tűzszünetet kötöttek, melyet állításuk szerint a libanoni fél és a palesztin Iszlám Dzsihád mozgalom is elismert.

### Május 22. Folytatás Nahr al-Baredben
Annak ellenére, hogy tűzszünetről beszéltek, a Fatah al-Islam harcosai harmadik napja folytatták harcukat a libanoni csapatokkal a táboron kívül is. A harcok akkor indultak meg újra, mikor a libanoni csapatok tankjai és tüzérsége elkezdte bekeríteni a radikális csoportot. A délelőtt közepe táján a harcok erős géppuskatűzzel folytatódtak. A körülzárt táboron belül a helyzet elviselhetetlen kezdett lenni, mivel a hadsereg megpróbálta elkeríteni a fegyveresek állásait. Az orvosok minél hamarabb tűzszünetet kértek, mert halottak és sebesültek hevertek az utcákon. Az áramforrásokat elvágták és fogytán volt a víz is. Bilal Aslam a következőket mondta: "A libanoni hadsereg megakadályozta, hogy segítség szivárogjon be a táborba. Továbbá azt állította, hogy a hadsereg tagjai kívülről harcolnak, nem lépnek a tábor területére". A fegyveres csoport helyi idő szerint 14.30-kor azt mondta, véget vet a fegyveres konfliktusnak. Egy törékenynek mutatkozó tűzszünet alatt egy autóba zsúfolva 10 ember menekült meg Nahr al-Baredből.
A Fatah al-Islam egyik tagja felrobbantotta magát, de senki mást nem sebesített meg.

### Május 23. Több ezren menekülnek el Nahr al-Baredből
A csütörtök éjszakai tűzszünet alatt a menekülttáborból körülbelül 2.000 lakó tudott elmenekülni, legtöbben a 10 km-re fekvő Beddawi tábort vették célba. Itt a helyi iskolában aludhattak. Jelentések szerint voltak, akik a menekülök közé lőttek. Ez egy Tripoli mellett fekvő városnál van. A legtöbben gyalog mentek, de voltak, akik autóval vagy tehergépkocsival. A Nemzetközi Vöröskereszt segített eljutni a közeli táborba. A tűzszünet azon az éjszakán véget ért, mikor egy ENSZ-segélyeket szállító konvojt támadás ért.
„A humanitárius helyzet nagyon-nagyon rossz, és minden egyes percben tovább romlik. A menekülttáboron belül nincsenek kórházak, csak egy egészségügyi központ van.” – mondta az ENSZ egyik szóvivőnője. Ez az egy kórház nem tudta ellátni a sebesülteket.

### Május 24. Folytatódtak az elszórt lövöldözések a táborban
Fouad Siniora libanoni miniszterelnök megerősítette, hogy a terrorizmusnak még a nyomait is el akarják tüntetni az országból. A Fatah al-Iszlámot hibáztatta azért, hogy a palesztin menekülteket használják védőpajzsnak és destabilizálják az országot. A miniszterelnök bejelentette, hogy az ország nem fogja megadni magát a terrorizmusnak, és ennek megszüntetéséért fog dolgozni. Siniora hangsúlyozta, hogy a katonai műveletek célpontjai a fegyveres felkelők, és nem a menekültek. A tűzharcok megint kiújultak a fegyveres felkelők és a libanoni hadsereg között. Csütörtökön a hadsereg tűz alá vett és elsüllyesztett két felfújható csónakot, melyek a táborból szállítottak el fegyvereseket. A BBC jelentései szerint csak elszórt lövöldözések voltak, és régebben nem volt jele nagyobb összetűzésnek. A kormányzat durva akciókat helyezett kilátásba a fegyveresek ellen, amivel a menekültek körében tovább növelték a félelmet, hogy a libanoni hadsereg akármelyik pillanatban megtámadhatja a tábort, így tovább rontva a bent lévő humanitárius válságot. A libanoni elnök beszédét követően a libanoni hadsereg hirtelen géppuskatüzet nyitott, és elkezdte lőni a tábor bejáratát. A csata nem tartott tovább 30 percnél.

### Május 25-26. Katonai segélyszállítmányok Libanonnak
Több katonai segélycsomagokat szállító teherhordó repülőgép szállt le a bejrúti repülőtéren, melyek az Egyesült Államokból és az arab szövetségesektől hoztak szállítmányokat a libanoni hadseregnek. A legtöbb gép az USA környékbeli támaszpontjairól érkezett. A lépés egy ilyen irányú segítség kérést követett. A segítséget az ország kormánya kérte. A segélycsomagok remélt tartalma lőszer, automata géppisztoly és nehéztüzérségi fegyverek, karabélyok és – az adott országban feleslegesnek bizonyult – katonai helikopterek megszereléséhez használható alkatrészek, valamint éjjellátó készülékek. Az amerikai külügyminiszter, Condoleezza Rice újra megerősítette, hogy Washington támogatni fogja a kormányt, és hozzátette, hogy a Fatah al-Islam megpróbálja szétzülleszteni a frissen létrejött libanoni demokráciát. Ennek ellenére a Hezbollah vezetője, Hassan Nasrallah megkérdőjelezte az Egyesült Államok őszinteségét a libanoni ügyekkel kapcsolatban.
A menekülttábor közeléből érkező jelentések szerint szórványos tűzharcok alakultak ki a térségben a kormány csapatai és a felkelők között, mert a hadsereg tovább növelte a menekülttábor körüli jelenlétét. A BBC jelentései szerint a táboron belül még vannak elrejtőzött katonák. A segélymunkások még mindig igyekeznek élelmiszert és gyógyszert a tábor területére bevinni annak a több ezer palesztinnak, akik a táborban maradtak.
Május 26-a nagyrészt békés nap volt.

### Május 27-28. A harc mérgesedik, a tárgyalások folytatódnak
A tűzszüneti megállapodás ellenére puskatűz zajait lehetett hallani, amikor a libanoni hadsereg állásaira újra tüzet nyitottak. A Fatah al-Islam vezetője azt mondta, emberei soha nem fogják feladni. E legutóbbi tűzharc is az iszlamistákkal folytatott tárgyalások hírére alakulhatott ki.

### Május 29-31. Lövöldözések és gyanúsítások
Elszórt lövöldözések hallatszottak május 29-én. Egy libanoni katona halt meg a zavargásban.
A konfliktus első hete alatt több tucat áldozatot követelt, közülük több civil. Az ENSZ alkalmazottjának becslése szerint a tábort ezalatt 25.000 menekült hagyta el. Május 30-án a Fatah al-Islam 20 tagját Libanon terrorizmussal gyanúsította meg. A bírósági jelentések alapján mind a 20-an (19 libanoni és egy szír) őrizetben vannak és halálbüntetés kiszabását kérték rájuk.
Május 31. békés nap volt.

### Június 1. Heves összecsapások
Reggel folytatódtak a heves összecsapások a libanoni hadsereg és a menekülttáborban megbúvó militaristák között. Tüzérségi bombázás és gépfegyvertűz hangjait lehetett hallani a tábor felől ,mialatt tankok gyűltek össze a táboron kívül. Ez lehet a végső ütközet kezdete. A harcok a tábor északi és déli bejárata köré összpontosultak, melyben legalább 19-en – köztük három katona – haltak meg. Legalább 19 embert megöltek, közülük három katona volt.

### Június 2.: Az offenzíva folytatódik
Reggel a libanoni hadsereg folytatta a harcot a táborban rejtőzködő terroristák ellen. Tüzérség lőtte a tábort, s most először katonai helikoptert is bevetettek.
A Fatah l-Islam megerősítette, hogy egyik vezetőjüket, Abu Rijadot egy libanoni katona megölte.

### Június 3-4.: Összecsapások Ain al-Hilwehnél
Harcok törtek ki egy másik palesztin menekülttáborban Libanonban. Az összecsapásokba, amikre az Ain al-hilwehi tábornál került sor, egyesjelentések szerint Jund al-Sam emberei is részt vesznek. Két ember – egy katona és egy civil sebesült meg, mikor egy gránátot dobtak az egyik ellenőrző pontra. A hadsereg géppuskatűzzel viszonozta a támadást.

### Június 6-7.: Hűvös napok
Csak elszórtan lehetett hallani géppuskatüzet, aknavetőket és tüzérségi rakétákat Egy libanoni katonát egy iszlamista felkelő megölt.

### Június 8.: Ismét heves tűzharc bontakozott ki
Miután a közvetítők kudarcot vallottak a két fél közötti tárgyalásokban, a libanoni hadsereg ismét megtámadta az északi tábort. Belső szemtanúk elmondásai szerint a hadsereg már hetek óta apránként foglalja el a főbb állásokat az iszlám elkelőktől. A Fatah al-Islam szétszórta erőit az ország több területére.

## Június 9-10.
Miután a közvetítők nem jutottak eredményre a libanoni hadsereg ismét megtámadta Nahr el-Baredet. A hadsereg 50 métert haladt, majd meg kellett állnia, mivel heves tűzharcba került.

## BombarobbanásokBejrútban

### Május 21.
Röviddel éjfél után május 21-én Tripoli keleti, leginkább keresztények lakta Asrafe városrészében egy nő meghalt egy bombatámadásban. Legalább még tízen megsebesültek.
Ugyanezen a napon este 11 óra táján szintén egy erős detonációt lehetett hallani a muszlim többségű Verdun kerületből. Ez a bevásárlóterülete a városnak. Legalább heten megsebesültek, s a környező házak megrongálódtak.
A Fatah al-Islam ezeket a támadásokat először magára vállalta, majd később mégis visszavonta. A további harcokban még két katona és két civil vesztette életét.

### Május 23.
Május 23-án egy bomba robbant fel Aleyben, a bejruti kormányzati épületek közelében. Az első jelentések szerint öt ember halt meg, és néhány ház összedőlt a detonáció okozta légnyomás miatt.
Egy harmadik robbantást is terveztek Bejrút északnyugati keresztény negyedében, Mansouriyehben, amit végül meghiúsítottak, mert a hatóságok egy palesztint és egy egyiptomit elkaptak, mikor náluk egy táska tele volt robbanóanyagokkal.

### Május 27.
Bejrútban május 27-én két rendőr és két civil sebesült meg, amikor gránátot robbantottak egy muszlim többségű kerületben.

### Június 4.
Egy üres utasszállító buszon robbant bomba Bejrút egyik keresztény negyedében. Hét járókelő sebesült meg. A robbantásra a lakóövezeti és ipari Bouchrieh kerületben került sor.

### Június 7.
Egy libanoni ember meghalt, további három megsebesült egy fogadónál, ahol oxigénpalackokat szoktak feltölteni. A robbantásra egy keresztény negyedben, Bejrút északi részén került sor. Egyik szervezet sem vállalta a felelősséget a Bejrúttól 20 km-re északra fekvő Zouk Mosbeh területén történt robbantásokért. Egy rendőr azt mondta, közepes erősségű robbanást lehetett hallani egy gyár mellett parkoló autóból. Azt mondta, azért volt kevés áldozat, mert mert kevés ember volt az ipari negyedben éjszaka. Egy épület és számos autó megrongálódott.

### Június 13.
Június 13-án egy autóba rejtett bomba robbant Bejrút tengerparti Corniche al-Manara negyedében, ami legalább 10 embert megölt és 11-et megsebesített. A robbanás megölte Walid Eldo parlamenti képviselőt, aki a Jelen a Jövő blokk színeiben került be a törvényhozásba. Idősebb fia, Khaled és két testőrük szintén meghalt.

## Reakciók
- Fouard Siniora, Libanon miniszterelnöke bejelentette, hogy a Fatah al-Islam megpróbálja szétzilálni az országot.[11] A belügyminiszter, Hasan al-Sabaa azt mondta a felkelő fegyveres szervezetről, hogy az a szír hírszerzőhálózat egy része. A rendőrség országos parancsnoka, Ashraf Rifi cáfolt mindenféle, az al-Kaidával való kapcsolatot. Szerinte Damaszkusz irányítja az akciókat. A libanoni keresztények vezetője, Samir Geagea szerint a Fatah al-Islam a szír hírszerzés egyik nyúlványa, és be kell fejezniük a terroristacselekményeket.[42] Nayla Mouawad, Libanon szociális ügyekért felelős minisztere szerint a fegyvereseknek szír felettesei vannak, s csak a parancsra vártak tőlük. A gazdasági-pénzügyi tárca vezetője, Sami Haddad azt mondta a BBC-nek, hogy kormánya szerint a szírek állnak a felkelés kirobbantása mögött.[43] Hadad pénzt és forrásokat is kért, hogy a libanoni hadsereg le tudja győzni a fegyveres felkelőket. „Ezt az utat választottam arra, hogy megkérjem barátainkat világszerte – arab barátainkat és a baráti nyugati országok kormányait – hogy segítsenek nekünk logisztikai és katonai felszerelésekkel.” Archiválva 2008. április 20-i dátummal a Wayback Machine-ben A libanoni kabinet döntése értelmében minden segítséget megad a katonai vezetésnek, hogy véget vessen a felkelésnek. Mohamad Chatah mondta ezt, aki a következőkkel folytatta: „Katonáink nem véletlenszerűen lövöldöznek a menekülttáborban, hanem mindig célzott lövéseket adnak le.”  Archiválva 2008. április 20-i dátummal a Wayback Machine-ben  Archiválva 2007. május 24-i dátummal a Wayback Machine-ben A libanoni elnök, Emile Lahoud mindenkit a hadsereghez való csatlakozásra szólított fel.[halott link] A Druze libanoni kormánykoalíció egyik támogatójának vezerője, Walid Jumblatt szerint a katonai beavatkozás nem hoz eredményt, de a gyilkosokat át kell adni a libanoni igazságszolgáltatásnak.[44]
- A Fatah al-Islam egyik szóvívője, Abu Salim, azt mondta az Al-Jazira arab nyelvű hírcsatornának, hogy a csoport csak saját magát védte. A Fatah al-Islam vezetője Shaker al-Abssi azt mondta az Al-Arabijáának júniusban, hogy csoportjának sem az al-Kaidával, sem Szíriával nincs kapcsolata. Csoportja megpróbálja megreformálni a palesztin menekülttábort, hogy az ottlakók az iszlám törvények, a sharia szerint éljenek.  Archiválva 2007. május 24-i dátummal a Wayback Machine-ben
- Percekkel a konfliktus kitörése után Szíria biztonsági okokból két libanoni határátkelőhelyet lezárt. Szír vezetők visszautasították, hogy ők szították volna a felkelést. Archiválva 2007. május 24-i dátummal a Wayback Machine-ben
- Annak alkalmából, hogy Izrael hét éve hagyta el Libanont, Hassan Nasrallah sejk, a síita katonai alakulat, a Hezbollah vezetője felszólította a libanoni kormányt, hogy ne rohamozza meg a nahr al-baredi menekülttábort csak azért, hogy megsemmisítsék a Fatah al-Iszlám erődítményeit. Hozzátette, hogy a konfliktus csak politikai eszközök használatával is megoldható. Nasrallah a következőket mondta: „A Nahr al-Bared menekülttábor és a palesztin civilek nem tárgyalási alap. Mi ezt nem támogatjuk, és nem is védelmezzük.” A szóvivő szkeptikus volt az amerikai segélyszállítmányokat illetően, mert szerinte a libanoni kormány nem fogja engedni, hogy akár az al-Kaida, akár az Egyesült Államok beavatkozzon. „A libanoni hadsereg a biztonság, a stabilitás és a nemzeti összetartás őrzője az országban. Mi ezt az egy szervezetet tekintjük olyannak, melynek elég ereje van ahhoz, hogy megvédje az ország biztonságát és stabilitását, és más szervezetet nem ismerünk el. Elítélünk minden, a libanoni hadsereg vagy biztonsági szolgálat elleni merényletet, tekintet nélkül arra, ki az elkövető.”[45] [halott link]
- : A Palesztin Felszabadítási Mozgalom és a palesztin pártok uniója a libanoni kormányhoz utazott, a Grand Serailhoz, s ott hangoztatta, hogy nem a palesztinoknak kell vállalni a felelősséget a Fatah al-Islam tetteiért. A delegációban ott voltak a Hamász képviselői is.
- George W. Bush azt mondta, az iszlamistákat meg kell állítani. Azokat a szélsőségeseket, akik megpróbálják a fiatal demokráciát megdönteni, féken kell tartani.[43]
- Az Al-Káida egy nyilatkozatot tett közzé, mely azt mondja: „Iszlám gyermekei, ó, Allah és a Dzsihád nemzeteinek fiai, testvéreink a lianoni Nahral-baredi táborban, most a terrorista, hitetlen libanoni hadsereg erőinek célpontjai.” Minden muzulmánt ara szólított fel, hogy támogassa a Fatah al-Islámot, mert ez most Izraellel került összetűzésbe.
  - A libanoni székhelyű Levantei Al-Kaida a libanoni kormányt azzal vádolta, hogy keresztes hadjáratba kezdett, miután megfosztotta a palesztin menekülteket az alapvető jogoktól.
  - A szír al-Kaida azt mondta, a libanoni keresztények egy zsidó hadtest részei, melyeket a muszlimok ellen vezetnek. A „libanoni kormányra, a hadseregre és a hírszerző bandára” azt mondták, „ezek Franciaország és Amerika láncos kutyái”. Szövetségeseit arra hívta fel, hogy „támogassák a dzsihádot”, valamint a következőket mondta a csoport: „Azt akarjuk, hogy ha a libanoni kormány nem számolja fel a blokádot, a szír területen lakó gyermekei célpontok lesznek.” Hozzátették, hogy ez jelenthet emberrablást, gyilkolást, lefejezést.[46]

## Áldozatok
Legalább 148 ember, közöttük 66 katona és 42 gerilla vesztette életét a harcok május 20-i kezdete óta. Egy főre számítva Libanon több katonát veszített 3 hét alatt, mint az USA Irakban a 4 éve zajló háború alatt.
12 libanoni civil Bejrút környékén bombarobbantások áldozata lett